# Erle
Erle est un animal sacré dans la mythologie basque, signifiant abeille comme le sont l'âne et la langue du chien. On dit que c'est pécher que de tuer une abeille.

## Rites
Au Pays basque, l'abeille noire tenait aussi un rôle important. On s'adresse à elle en lui disant « vous » (zu en basque). Quand on lui demande de venir s'installer dans une ruche neuve préparée à son intention, on lui dit aniere ederra « jolie dame ». Pour la mort de l'abeille on dit hil (mort) comme pour une personne. Le mot galdu ou akaba pour exprimer la mort des autres animaux est tabou en ce qui concerne les abeilles.
Pour s'approprier un essaim placé sur un arbre, sur un rocher, on trace une croix sur ce dernier ou sur le tronc de l'arbre en emportant un peu d'écorce. On concrétise son appropriation en accrochant un vêtement sur l'arbre ou sur le rocher où l'on trouve l'abeille.

## Annonce aux animaux
La coutume de l'annonce de la mort aux abeilles est connue dans plusieurs régions de l'Europe, mais son origine reste mystérieuse.
À l'occasion de la mort d'une personne, ou d'un maître de maison par exemple, le fils ainé quelqu'un de sa famille, ou le premier voisin, va voir les ruches de la maison. Il tape avec sa main sur le couvercle de l'une d'entre elles et, s'adressant aux abeilles, il leur parle. À Laguinge/Liginaga (Zuberoa/Soule) par exemple, on dit : Latzar zite buruzagia hil zaize « réveillez-vous, le maître est mort ». On fait de même avec les animaux de l'étable, en les obligeant à se lever s'ils étaient couchés. Ainsi les abeilles faisaient plus de cire, qui était brûlée sur la tombe du mort. Si, en revanche, on faisait l'économie d'une telle démarche, les abeilles mouraient ainsi que les animaux de l'étable.
« Nausi zaharra hiltzen zelarik semia juraiten zen erlen abertizeat eta othoitze bat bezala hau khantatzen zeien 

Agur erle maitiak, agur zu erregina maitia

Berri gaxto bat badut : Hil zaizie nausia

Hebendik aintzina ene dukezuien zainkaitzia

Eta zientako galduduzien ezkuaren egitia.

Badakizie zor duziela guk bezala dolia

Harentako date ezkua guretako eztia

Jainkoari galdegiten zientako osagaria

Eta sor dadin lili hanitz hura da zuen haskuria.

Erle gaixuak zier eskerrak handitu dira gure haurrak

bestela hil behar zuhen hanitzen gisa gaixuak

Jinkoak lagunt zitzela ta gure benedikzionak

Bizi giten alagrantzian lagunduz batak bestiak. »
« Lorsque le vieux patron décédait le fils allait avertir les abeilles et comme prière leur chantait la chanson suivante :

Salut chères abeilles, salut noble reine. Une triste nouvelle pour vous, votre patron est décédé. Dorénavant, c'est à moi qu'incomberont vos soins et vous, vous devez faire la cire pour celui que vous avez perdu. Comme nous, vous savez que vous lui devez vos condoléances.

Votre cire sera pour lui et votre miel pour nous. Je demande au Seigneur la santé pour vous et que poussent de nombreuses fleurs qui sont votre nourriture.

Chers abeilles grâce à vous nos enfants ont grandi. Sans votre miel beaucoup seraient morts. Que le Seigneur veille sur vous et vous bénisse. Que nous vivions dans la joie, en nous entraidant mutuellement. »
Si le cortège funèbre qui accompagne le mort à l'église ou au cimetière passe près des ruches de la maison, un parent, un voisin du cortège soulève les couvercles des ruches pour que les abeilles produisent plus de cire. Dans certains villages, on couvre d'un voile noir les ruches en signe de deuil.
On dit généralement que les abeilles ne doivent pas être vendues moyennant finance mais que l'on doit les échanger contre de l'étoffe, du blé, une brebis ou les offrir tout simplement.
Dans certains endroits, on a l'habitude d'accrocher là où se trouvent les ruches, une croix de saule bénie dans l'église le jour des rameaux. C'est un moyen de protection.

## Étymologie
Erle signifie « abeille » en basque. Le suffixe a indique l'article défini : erlea signifie donc « l'abeille ».